# Hermandad de Nuestra Señora de los Dolores (Ocaña)
La Hermandad de Nuestra Señora de los Dolores de Ocaña es una hermandad heredera de la del Ilustre Tronco de Nuestra Señora de la Soledad de la Parroquia de San Juan Bautista, de la que dependían todas las hermandades que participaban en la procesión de los Siete Dolores de María.

## Reseña histórica
Fundada en 1557. El cardenal arzobispo de Toledo Juan Martínez Silíceo confirmó su constitución. Tras el paréntesis de la contienda civil, se vuelve a constituir el 19 de marzo de 1940.

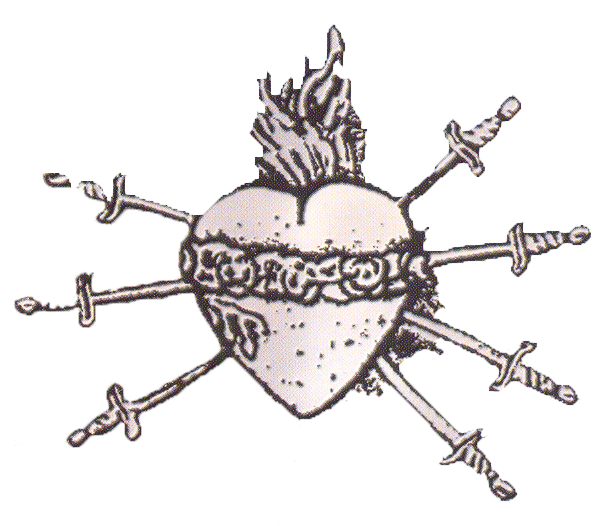
Emblema Es un corazón doloroso atravesado por siete espadas.

Es la Hermandad más antigua de las que actualmente componen los itinearios procesionales. Es la heredera de la Ilustre Hermandad del Tronco de Nuestra Señora de la Soledad de la Parroquia de San Juan Bautista. Una vez aprobada por el cardenal Juan Martínez Silíceo, se responsabilizó de las antiguas funciones del Tronco de la Trinidad, incorporándose también la Hermandad de la Santísima Trinidad en 1566 y la Hermandad de San Juan Bautista en 1570. Desde que a la Ilustre Hermandad del Tronco de Nuestra Señora de la Soledad se le concede la principalidad del Tronco, todos los derechos, prebendas y facultades del Tronco de la Trinidad pasan a esta. En 1633, la Ilustre Hermandad del Tronco de Nuestra Señora de la Soledad ganó el juicio interpuesto por la Hermandad de Clérigos del Santísimo Sacramento de la Parroquia de Santa María de la Asunción, que pretendía quitar el privilegio que la primera tenía de procesionar con un Cirio delante del Santísimo en la procesión del Corpus Christi, privilegio que había adquirido por su antigüedad.
La devoción hacia la Santísima Imagen de la Virgen data de la Edad Media, cuando existía una Ermita adyacente a la Parroquia de San Juan Bautista con el nombre de la Beatísima Trinidad. Al ser restaurada dicha Ermita, cambió su nombre por el de Soledad; y al ser destruida, la Imagen se trasladó a la Parroquia de San Juan Bautista (hermanada con la Parroquia de Nuestra Señora del Pianto de Roma) donde actualmente reside. En el informe realizado por Castillo debido a la Visita Eclesiástica del Arciprestazgo, indica que la Imagen de Nuestra Señora era propiedad de la Hermandad y por ello consta en el registro de su patrimonio del año 1545. Su procesión junto con la Hermandad de la Sangre de Cristo de la Parroquia de San Pedro era popularmente conocida como "de disciplina". Como consecuencia del paso del tiempo, este calificativo iría desapareciendo poco a poco. En 1585, tiene lugar un acuerdo de la Villa para que la procesión de disciplina del Viernes Santo procesionara antes del anochecer para evitar robos en las parroquias.
Desde la constitución de la Ilustre Hermandad del Tronco de Nuestra Señora de la Soledad, procesionaría con los pasos de Nuestra Señora de la Soledad (Nuestra Señora de los Dolores), el Descendimiento, la Santa Cruz y el Santo Sepulcro, siendo acondicionados para la procesión y portados por la Hermandad. En 1675, la Hermandad adquiere por privilegio la capilla y la bóveda que actualmente ocupa en la Iglesia Parroquial de San Juan Bautista. En 1717 la Ilustre Hermandad del Tronco de Nuestra Señora de la Soledad se verá fortalecida con la constitución de la Hermandad de Pajes de Nuestra Señora de la Soledad de la Parroquia de San Juan Bautista.

## Sede canónica
Iglesia Parroquial de San Juan Bautista.

## Número de componentes
522 hermanos y hermanas.

## Hábito

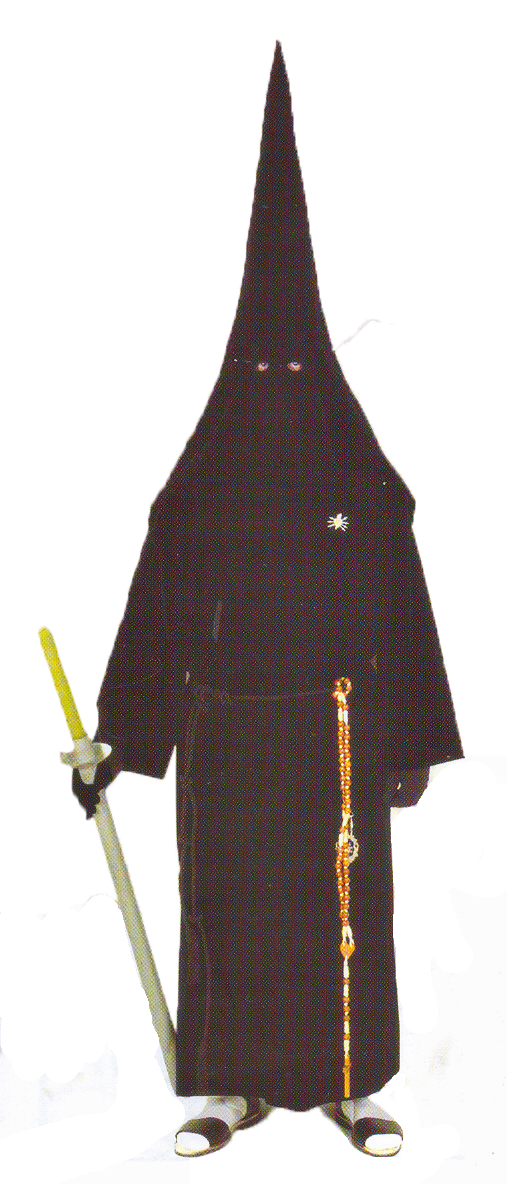
Hábito de la Hermandad de Ntra. Señora de los Dolores.

Dado el carácter mixto de esta Hermandad, hay dos vestimentas. Los hermanos visten de Nazareno y las hermanas de paisano, según el siguiente detalle:
- Hermanos: Túnica y capuz de terciopelo negro, cíngulo del mismo color, medias caladas blancas, rosario al lado izquierdo enlazado el cíngulo, sandalias negras y guantes de cuero negro. Bajo la túnica visten camisa blanca y corbata negra.
- Hermanas: Vestido de terciopelo negro, mantilla española del mismo color, guantes negros y vela.

## Sitios de interés
- Iglesia Parroquial de San Juan Bautista. A la salida del paso por la puerta principal del templo se produce una sensacional levantada a pulso debido a las grandes dimensiones del paso y al estrecho emplazamiento.
- Plaza Mayor. Los pasos se ubican debajo del balcón del Ayuntamiento encarados a los fieles, donde tiene lugar el Sermón de Soledad.
- Plaza de Cristo Rey. Emotiva despedida de Nuestra Señora de los Dolores al Santo Entierro que regresa al templo parroquial de Santa María de la Asunción.

## Actividades
Los Miércoles de Cuaresma tienen lugar los Sermones y la Salve en honor a Nuestra Señora de los Dolores. El Viernes de Dolores se hace una Solemne Eucaristía y se imponen las insignias a los nuevos hermanos pertenecientes a la Hermandad. El Viernes Santo, en la Plaza Mayor, tiene lugar el Sermón de Soledad. La Fiesta Mayor se celebra el día 22 de agosto, día del Inmaculado Corazón de María. El día de Nuestra Señora de los Dolores, 15 de septiembre, tiene lugar una Solemne Eucaristía en su honor. Anualmente, la Hermandad dispone una charla con el título "Vivir como cristianos", con el único objetivo de instruir a los nuevos cofrades.